# Elvis Hitler
Elvis Hitler war eine Psychobilly-Band aus den USA.

## Geschichte
Das Debütalbum von Elvis Hitler erschien 1987 bei Wanghead Records und ein Jahr später erneut bei Restless Records. Dort folgten noch zwei weitere Alben: Hellbilly (1989) und Supersadomasochisticexpialidocious (1992). Anschließend löste sich die Band eigentlich auf, veröffentlichte aber unter dem Namen Splatter 1994 noch einmal ein Album.
Zur Zeit des ersten und zweiten Albums bestand die Gruppe aus Sänger und Gitarrist Jim Leedy, dessen Pseudonym zum Bandnamen wurde, den Defever-Brüdern John (E-Gitarre) und Warren (E-Bass) sowie Schlagzeuger Damian Lang.

## Trivia
Im Pynchon-Roman Bleeding Edge beschreibt der Autor eine Szene, in der aus einer Kneipe „unter anderem die Detroiter Psychobillyband Elvis Hitler“ zu hören ist, „deren Sänger gerade zur Melodie von Purple Haze das Titellied der Serie Green Acres singt“.

## Diskografie
- 1987: Restless Records
- 1989: Hellbilly
- 1992: Supersadomasochisticexpialidocious